# Solanum crispum
Solanum crispum ist eine Pflanzenart aus der Gattung der Nachtschatten (Solanum). Innerhalb der Gattung wird sie in die Dulcamaroid-Klade eingeordnet.

## Beschreibung

### Vegetative Merkmale
Solanum crispum wächst als Strauch oder kleiner Baum mit einer Wuchshöhe von 0,4 bis 5 m. Besonders bei kultivierten Exemplaren sind die Pflanzen gelegentlich locker und verworren. Die jungen Zweige sind unbehaart oder mit kurzen, baumartig verzweigten Trichomen behaart. Die Narben, die von abgefallenen Laubblättern hinterlassen werden, sind etwas hervorstehend. Die Rinde älterer Zweige ist blass bräunlich-gelb, unbehaart und glänzend. Die sympodialen Einheiten enthalten mehrere Blätter. Die Verzweigung erfolgt monochasisch oder selten auch dichasisch.
Die Laubblätter sind eiförmig bis schmal eiförmig, manchmal etwas elliptisch. Sie werden 2,7 bis 7,5 (selten bis 10) cm lang und 1 bis 3 (selten bis 7) cm breit, wobei sie an jungen Pflanzen und Pflanzen, die im Schatten wachsen länger und breiter sind. Von der Blattachse gehen sechs bis zwölf Paar seitlicher Adern aus. Die Blattoberseite ist unbehaart oder entlang der Hauptadern mit wenigen baumartig verzweigten Trichomen besetzt. Die Unterseite ist ebenfalls unbehaart oder fein mit baumartig verzweigten Trichomen behaart, an den Adern ist diese Behaarung etwas dichter. Die Blattränder sind gewellt oder gekräuselt. Nach vorn sind die Blätter spitz bis zugespitzt, die Basis ist abgeschnitten oder leicht herzförmig. Die Blattstiele sind 0,5 bis 1 (selten bis 2,2) cm lang und nicht durch eine herablaufende Blattspreite geflügelt.

### Blütenstände und Blüten
Die Blütenstände stehen endständig, werden später jedoch von neuen Trieben überragt, so dass sie seitlich stehend erscheinen. Sie erreichen eine Länge von 2 bis 6 cm, sind unbehaart oder spärlich mit Trichomen behaart, die denen an den Zweigen und Blättern ähneln. Ihre äußere Form ist flach endend oder pyramidenartig, sie verzweigen fünf- bis siebenmal und bestehen aus zehn bis 20 Blüten. Die Blütenstiele sind von einem etwa 0,5 mm langen Schaft umgeben, sind unbehaart oder mit wenigen vereinzelt stehenden Trichomen besetzt. Sie werden 1 bis 1,3 cm lang, sind zur Blütezeit nickend und verbreitern sich von einem Basisdurchmesser von 0,5 mm zu einem Durchmesser von 1,0 mm an der Spitze. Die Knospen sind zunächst kugelförmig, werden später elliptisch. Die Krone steht in der geschlossenen Knospe bereits weit über die Kronröhre hinaus.
Die Blüten besitzen einen Kelch mit einer konischen, 1 bis 1,5 (selten bis 2) mm langen Kelchröhre, die mit dreieckigen bis lang-dreieckigen Kelchzipfeln besetzt ist. Die Zipfel erreichen eine Länge von 0,5 bis 1 mm, sind unbehaart oder auf der Außenseite mit wenigen vereinzelten Trichomen besetzt. Die Krone ist violett gefärbt, misst 1,2 bis 2,5 cm im Durchmesser und ist auf 3/4 bis 7/8 der Länge gelappt. Die Kronlappen sind flach oder etwas zurückgebogen, auf der Außenseite dicht mit einfachen oder baumförmig verzweigten Trichomen behaart, an den Spitzen stehen die Trichome etwas dichter.
Die Staubblätter besitzen 3,5 bis 5 mm lange und 1,2 mm breite Staubbeutel, die sich durch Poren an den Spitzen öffnen, die sich später zu Schlitzen aufweiten. Die Staubfäden sind auf weniger als 0,5 mm zu einer Staubfadenröhre verwachsen, der frei stehende Teil der Staubfäden ist 1 bis 1,5 mm lang und unbehaart. Der Fruchtknoten ist unbehaart oder an der Spitze mit wenigen unverzweigten und baumförmig verzweigten Trichomen besetzt. Der Griffel ist 0,6 bis 1 cm lang, auf seiner gesamten Länge mit baumförmig verzweigten oder unverzweigten Trichomen besetzt. Die Narbe ist keulenförmig oder köpfchenförmig, ihre Oberfläche ist fein papillös.

### Früchte und Samen
Die Frucht ist eine kugelförmige, leuchtend rot gefärbte Beere mit dünnem Perikarp und einem Durchmesser von 0,8 bis 1,0 cm. Die Blütenstiele sind an den Früchten verholzt und zurückgebogen. Sie messen 1,2 bis 1,6 cm und weisen an der Basis einen Durchmesser von 1 mm auf. Jede Frucht enthält etwa elf Samen. Diese sind rötlich-braun, abgeflacht linsenförmig und 2 bis 3 × 1,5 bis 2 mm groß. Die Oberfläche der Samen ist fein gekörnt.

## Verbreitung und Standorte
Die Art ist in Chile von Quillota bis südlich der Insel Chiloé verbreitet und kommt in Höhenlagen zwischen 10 und 2500 m vor. Vereinzelt wurden auch in Argentinien Exemplare entlang der chilenischen Grenze gefunden. Die Art wächst in Nothofagus-Wäldern, oftmals in Sekundärvegetation oder in feuchten Microhabitaten in ansonsten trockener Umgebung.

## Systematik
Die Art ist Teil einer Artengruppe um Solanum nitidum innerhalb der Dulcamaroid-Klade. Im gesamten Verbreitungsgebiet treten zwei verschiedene Formen auf, die sich durch das Vorhandensein von Behaarung an Stängeln und Laubblättern unterscheiden. Die behaarten Exemplare wurden traditionell als Solanum congestiflorum geführt. Möglicherweise sind die unterschiedlichen Behaarungstypen jedoch auch auf Standortunterschiede zurückzuführen.

## Nachweise
- Sandra Knapp: Solanum crispum. In: Solanaceae Source (online), Juli 2004, abgerufen am 20. März 2011.